# Mario Untersteiner
Mario Untersteiner (Rovereto, 2 de agosto de 1899 - 6 de agosto de 1981) fue un helenista, filólogo clásico e historiador de la filosofía italiano.

## Biografía
A los cuatro años de edad quedó huérfano de padre. En 1915, junto a su familia, partidaria del irredentismo, se refugió en Milán, ciudad en la cual completó sus estudios universitarios en 1920. Por largos años, fue profesor en el Liceo classico Berchet de Milán, siendo, durante la Segunda Guerra Mundial, el único de los profesores de dicho instituto que no adhirió al Partido Nacional Fascista. Luego de la guerra, enseñó literatura griega, filología clásica e historia de la filosofía en las universidades de Génova y Milán. Se retiró de la vida académica en 1969.

## Obra
Fue autor de numerosos ensayos sobre filosofía antigua, especialmente dedicados a los temas de la sofistica, la religión griega antigua y el origen y naturaleza de la comedia y la tragedia. Destacan entre sus obras las ediciones críticas y comentarios de las obras filosóficas de Parménides, Zenón de Elea, Jenófanes, Platón y Aristóteles; de las tragedias de Esquilo y Sófocles, y de las Historias de Heródoto.

### Sobre la tragedia y comedia
- I frammenti dei tragici greci, Milán, 1924
- SÓFOCLES. 
  - Edipo en Colono. Introducción y comentario. Turín, 1929
  - Electra. Introducción y comentario, Milán, 1932
  - Áyax. Introducción y comentario, Milán, 1934
  - Antígona. Introducción y comentario, Módena, 1937
- ESQUILO. Las suplicantes, Introducción y comentario, Nápoles, 1935
  - Las coéforas, introducción, texto crítico y traducción, Como, 1946.
  - Le tragedie. Edizione critica con introduzione e traduzione a fronte, 2 volumi e un'appendice metrica, Milán, 1947
- Guida bibliografica a Eschilo, Arona, 1947
- Commedia greca e mimo in Grecia. Aristofane - Menandro - Eronda - Teocrito, Nápoles, 1930
- Le origini della tragedia e del tragico. Dalla preistoria a Eschilo. Turín, 1955. Reedición revisada y corregida de la ed. de 1955, Milán, 1984.
- Sofocle. Studio critico. II edizione riveduta, con un saggio introduttivo dell'autore e un aggiornamento bibliografico a cura di Dario Del Corno, Milán, 1974

### Ediciones deHeródoto
- Le Storie, Libro VIII. Introduzione e commento. Nápoles, 1937
- Le Storie, Libro IX. Introduzione e commento. Milán, 1937

### Filósofos
- Senofane. Testimonianze e frammenti. Florencia, 1956
- Parmenide, Turín, 1925
- Parmenide. Testimonianze e frammenti. Florencia, 1958
- Zenone. Testimonianze e frammenti. Florencia, 1963
- ARISTÓTELES. Della filosofia. Introduzione, testo, traduzione e commento esegetico. Roma, 1963
- PLATÓN. Repubblica. Libro X. Studio introduttivo, testo e commento. Nápoles, 1966
- I sofisti. 2 vols. 2.ª edición: Milán, Lampugnani Nigri, 1967.

### Otros
- Pindaro, Milán, 1931